# UFC Fight Night: Ortega vs. Korean Zombie
UFC Fight Night: Ortega vs. Korean Zombie (conosciuto anche come UFC Fight Night 180, oppure UFC on ESPN+ 38, o anche UFC Fight Island 6) è stato un evento di arti marziali miste tenuto dalla Ultimate Fighting Championship il 18 ottobre 2020 al Flash Forum dell'Isola di Yas, negli Emirati Arabi Uniti.

## Risultati
|                  | Divisione            |                   |                 |                       | Metodo                                      | Round           | Tempo           | Premio          |
| Card Principale  | Card Principale      | Card Principale   | Card Principale | Card Principale       | Card Principale                             | Card Principale | Card Principale | Card Principale |
| ---------------- | -------------------- | ----------------- | --------------- | --------------------- | ------------------------------------------- | --------------- | --------------- | --------------- |
|                  | Pesi piuma           | Brian Ortega      | batte           | Jung Chan-sung        | Decisione unanime (50–45, 50–45, 50–45)     | 5               | 5:00            |                 |
|                  | Pesi mosca femminili | Jéssica Andrade   | batte           | Katlyn Chookagian     | KO tecnico (pugni al corpo)                 | 1               | 4:57            | POTN            |
|                  | Pesi mediomassimi    | Jimmy Crute       | batte           | Modestas Bukauskas    | KO (pugni)                                  | 1               | 2:01            | POTN            |
|                  | Pesi welter          | James Krause      | batte           | Cláudio Silva         | Decisione unanime (30–27, 30–27, 30–27)     | 3               | 5:00            |                 |
|                  | Pesi piuma           | Jonathan Martinez | batte           | Thomas Almeida        | Decisione unanime (30–27, 30–27, 30–27)     | 3               | 5:00            |                 |
| Card Preliminare |                      |                   |                 |                       |                                             |                 |                 |                 |
|                  | Pesi leggeri         | Guram Kutateladze | batte           | Mateusz Gamrot        | Decisione non unanime (30–27, 30–27, 30–27) | 3               | 5:00            | FOTN            |
|                  | Pesi mosca femminili | Gillian Robertson | batte           | Poliana Botelho       | Decisione unanime (29–28, 29–27, 29–27)     | 3               | 5:00            |                 |
|                  | Pesi medi            | Jun Yong Park     | batte           | John Phillips         | Decisione unanime (30–25, 30–25, 30–25)     | 3               | 5:00            |                 |
|                  | Pesi leggeri         | Fares Ziam        | batte           | Jamie Mullarkey       | Decisione unanime (29–28, 29–28, 29–28)     | 3               | 5:00            |                 |
|                  | Pesi mediomassimi    | Maxim Grishin     | batte           | Gadzhimurad Antigulov | KO tecnico (pugni)                          | 2               | 4:58            |                 |
|                  | Pesi gallo           | Said Nurmagomedov | batte           | Mark Striegl          | KO (pugni)                                  | 1               | 0:51            |                 |

## Premi
I lottatori premiati ricevettero un bonus di 50.000 dollari.
Legenda:
- FOTN: Fight of the Night (vengono premiati entrambi gli atleti per il miglior incontro dell'evento)
- POTN: Performance of the Night (viene premiato il vincitore per la migliore performance dell'evento)